# 아이막
아이막(몽골어: Аймаг 애막)은 몽골과 중화인민공화국 내몽골 자치구에서 사용되고 있는 행정 구역 단위이다. 원래는 몽골어와 튀르크어족의 언어에서 "부족"을 뜻하는 단어였다.

## 몽골
몽골의 행정 구역은 21개의 주로 구성되어 있다. 수도인 울란바토르는 따로 분리되어 있으며 주와 동등한 지위를 가진다. 이들 주는 347개의 군(몽골어: сум, 솜, [som])으로 나뉜다.

## 내몽골 자치구
내몽골 자치구의 맹(중국어: 盟, 병음: méng 멍[*])은 지급 행정 구역으로 분류된다. 내몽골 자치구에는 3개 맹(아라산 맹, 시린궈러 맹, 싱안 맹)이 있다. 맹은 다시 기(旗)와 소목(蘇木)으로 나뉜다.
맹은 청나라 때부터 통치 기구로서 존재해왔다. 맹의 장은 그 맹에 속하는 기(旗)의 기장 또는 살라로부터 선택되었다. 원래의 맹은 철리목(哲里木), 소조달(昭鳥達), 탁색도(卓索圖), 석림곽륵(錫林郭勒), 오란찰포(烏蘭察布), 이극소(伊克昭) 6개이다. 나머지 맹은 몇 세기 이후에 추가된 것이다. 1970년대에 존재한 맹 9개 가운데 6개는 지급시로 재편되었다.

## 같이 보기
- 소목 (행정 구역)
- 몽골청치시기